# AR Скорпиона
AR Скорпиона (лат. AR Scorpii) — двойная звезда, которая находится в созвездии Скорпион на расстоянии около 380 световых лет от нас.

## Характеристики
Звезда была открыта в 1971 году В. Сатывалдиевым, данные о ней приводятся в журнале Астрономический циркуляр, том 633. Первоначально она была отнесена к классу переменной типа Дельты Щита — подобные звёзды являются одиночными, и они представляют собой гиганты или звёзды главной последовательности спектрального класса от A0 до F5. Однако наблюдения, проведённые в 2015 году астрономами-любителями из Германии, Бельгии и Великобритании выявили совершенно другую природу объекта. Наблюдения, продолженные сотрудниками Уорвикского университета с помощью наземных и космических телескопов показали, что это уникальная система, состоящая из красного и белого карликов. Компоненты обращаются вокруг общего центра масс с периодом 3,6 часа. Белый карлик размером с Землю, но в 200 тыс. раз массивнее её, имеет мощное магнитное поле, которое разгоняет электроны до околосветовой скорости. Узконаправленный пучок этих частиц периодически попадает на красный карлик, из-за чего каждые 1,97 минуты происходит вспышка с последующим резким затуханием.